# Johanna Lidberg
Johanna Lidberg fd Jansson, född 19 november 1984 i Sundsvall,  är en svensk brottare som representerade Hässelby SK fram till 2003. Hon har tagit flera medaljer i svenska mästerskap och kom även trea i Tyska öppna mästerskapen 1998. Johanna har även varit med och projektlett Jimmy Lidbergs OS-satsning 2008 och 2012. Satsningen 2012 ledde Jimmy Lidberg fram till ett OS-brons. 